# 雅瑶镇 (广州市)
雅瑶镇，是中华人民共和国广东省广州市花都区曾經存在的一个乡镇级行政单位，位于花都区南部，與新華街道及白雲區江高鎮相連。雅瑤鎮原屬白雲區，于2002年9月划归花都区管辖。辖区总面积8.64平方公里，下辖1个社区5个村。户籍人口1万人，外来人口0.5万人。2004年，全镇国内生产总值为1.5658亿元。2014年1月，花都區委、區政府宣佈撤銷雅瑤鎮，將雅瑤鎮全部行政區域，以及從新華街道劃出的雲峰社區、東鏡村、東莞村、石塘村、清土布村、廣塘村及團結村合併為新雅街道。

## 行政区划
雅瑶镇下辖以下地区：
雅瑶社区、云峰社区、合和社区、嘉汇社区、东镜村、东莞村、石塘村、清㘵村、广塘村、团结村、三向村、邝家庄村、雅瑶新村、雅瑶旧村和岑境村。